# Lijst van voetbalinterlands Montenegro - Oezbekistan
Deze lijst van voetbalinterlands is een overzicht van alle officiële voetbalwedstrijden tussen de nationale teams van Montenegro en Oezbekistan. De landen speelden tot op heden een keer tegen elkaar: een vriendschappelijke wedstrijd op 25 maart 2011 in Podgorica.

## Wedstrijden
| № | Plaats    | Datum         | Competitie        | Wedstrijd                | Uitslag |
| - | --------- | ------------- | ----------------- | ------------------------ | ------- |
| 1 | Podgorica | 25 maart 2011 | Vriendschappelijk | Montenegro – Oezbekistan | 1 – 0   |

## Samenvatting
| Competitie        | Totaal gespeeld | Winst Montenegro | Gelijk | Winst Oezbekistan | Doelsaldo Montenegro – Oezbekistan |
| ----------------- | --------------- | ---------------- | ------ | ----------------- | ---------------------------------- |
| Vriendschappelijk | 1               | 1                | 0      | 0                 | 1 − 0                              |
| Totaal            | 1               | 1                | 0      | 0                 | 1 − 0                              |

## Details

### Eerste ontmoeting
| Vriendschappelijk (Podgorica, Montenegro, 25 maart 2011): |              | |
| Montenegro | 1 – 0        | Oezbekistan |
| Simon Vukčević 90' | goals        | |
| Zlatko Kranjčar | bondscoach   | Vadim Abramov |
| Mladen Božović Radoslav Batak Milan Jovanović 72' Savo Pavićević 88' Stefan Savić Milorad Peković 63' Nikola Drinčić Mladen Kašćelan 55' Mitar Novaković 20' Fatos Bećiraj Radomir Đalović 77' | opstellingen | Ignatiy Nesterov Vitaliy Denisov Islom Tuhtahujaev Shavkat Mullazhanov Timur Kapadze 74' Azizbek Haydarov Stanislav Andreev Sanzhar Tursunov 46' Pavel Smolyachenko 46' Shavkat Salomov 58' Nosirbek Otakuziyev |
| Vladimir Božović 20' Petar Grbić 55' Elsad Zverotić 63' Andrija Delibašić 72' Simon Vukčević 77' Saša Balić 88'                                                                                | wissels      | 46' Viktor Karpenko 46' Olim Navkarov 58' Kamoliddin Mirzaev 74' Jovlon Ibrokhimov |
| Petar Grbić 89' | gele kaarten | 19' Shavkat Salomov 77' Kamoliddin Mirzaev 86' Shavkat Mullazhanov 90' Stanislav Andreev |
| - Debuut van Saša Balić (NK Inter Zaprešić) en Petar Grbić (FK Mogren) voor Montenegro. |              | |

FSCG · A-internationals · Bondscoaches · Statistieken · Montenegrijns vrouwenelftal · Montenegro U21 · Montenegro U20 · Montenegro U19 · Montenegro U17 · Servië en Montenegro U19 · Servië en Montenegro U17
2003 – 2006** · 
2007 – 2009 · 
2010 – 2019 ·
2020 − 2029
EK 2008 · 
EK 2012 · 
EK 2016
WK 2006** · 
WK 2010 · 
WK 2014 · 
WK 2018
OS 2004** · 
OS 2008 · 
OS 2012 · 
OS 2016
2007 · 
2008 · 
2009 · 
2010 · 
2011 · 
2012 · 
2013 · 
2014 · 
2015 · 
2016 · 
2017 ·
2018 ·
2019 ·
2020 ·
2021 ·
2022 ·
2023
Albanië ·
Armenië ·
Azerbeidzjan ·
België · 
Bosnië en Herzegovina ·
Bulgarije ·
Colombia ·
Cyprus ·
Denemarken · 
Engeland ·
Estland ·
Faeröer ·
Finland ·
Georgië ·
Ghana ·
Gibraltar ·
Griekenland ·
Hongarije ·
Ierland ·
IJsland ·
Iran · 
Israël ·
Italië ·
Japan ·
Kazachstan ·
Kosovo ·
Letland ·
Libanon ·
Liechtenstein ·
Litouwen ·
Luxemburg ·
Moldavië ·
Nederland ·
Noord-Ierland ·
Noord-Macedonië ·
Noorwegen ·
Oekraïne ·
Oezbekistan ·
Oostenrijk ·
Polen ·
Roemenië ·
Rusland · 
San Marino ·
Servië ·
Slovenië ·
Slowakije ·
Tsjechië ·
Turkije ·
Wales ·
Wit-Rusland ·
Zweden ·
Zwitserland
Argentinië (2006) · 
Ivoorkust (2006) · 
Nederland (2006)
** - Onder de naam Servië en Montenegro
UFF · A-internationals · Bondscoaches · Statistieken · Oezbeeks vrouwenelftal · Olympisch elftal · Oezbekistan U21 · Oezbekistan U20 · Oezbekistan U19 · Oezbekistan U18 · Oezbekistan U17
1990 – 1999 ·
2000 – 2009 ·
2010 – 2019 ·
2020 – 2029 ·
1994 · 
1995 · 
1996 · 
1997 · 
1998 · 
1999 · 
2000 · 
2001 · 
2002 · 
2003 · 
2004 · 
2005 · 
2006 · 
2007 · 
2008 · 
2009 · 
2010 · 
2011 · 
2012 · 
2013 · 
2014 ·
2015 ·
2016 ·
2017 ·
2018 ·
2019 ·
2020 ·
2021 ·
2022 ·
2023
Albanië ·
Armenië ·
Australië ·
Azerbeidzjan ·
Bahrein ·
Bangladesh ·
Bolivia ·
Bosnië en Herzegovina ·
Burkina Faso ·
Cambodja ·
Canada ·
China ·
Costa Rica ·
Estland ·
Filipijnen ·
Georgië ·
Hongkong ·
India ·
Indonesië ·
Irak ·
Iran ·
Israël ·
Japan ·
Jemen ·
Jordanië ·
Kameroen ·
Kazachstan ·
Kirgizië ·
Koeweit ·
Letland ·
Libanon ·
Malediven ·
Maleisië ·
Marokko ·
Mexico ·
Mongolië ·
Montenegro ·
Nieuw-Zeeland ·
Nigeria ·
Noord-Korea ·
Oeganda ·
Oekraïne ·
Oman ·
Palestina ·
Qatar ·
Rusland ·
Saoedi-Arabië ·
Senegal ·
Singapore ·
Slowakije ·
Sri Lanka ·
Syrië ·
Tadzjikistan ·
Taiwan ·
Thailand ·
Turkije ·
Turkmenistan ·
Uruguay ·
Venezuela ·
Verenigde Arabische Emiraten ·
Verenigde Staten ·
Vietnam ·
Wit-Rusland ·
Zuid-Korea ·
Zuid-Soedan ·
Zweden